# سكندريات
السكندريات هي معجنات جزائرية تقليدية على شكل ماسة مصنوعة من عجينة رقيقة تحتوي على حشوة اللوز، تُخبز في الفرن، وتُرش بالعسل وتُنكه بماء زهر البرتقال.
يمكن تحضير الحشوة بالجوز أو الفستق أو الفول السوداني.